# Molophilus subbelone
Molophilus subbelone là một loài ruồi trong họ Limoniidae. Chúng phân bố ở miền Australasia.